# Cambodia Airways
Cambodia Airways Co., Ltd., hoạt động với tên gọi Cambodia Airways là một hãng hàng không đầy đủ dịch vụ có trụ sở tại Phnôm Pênh của Campuchia.  Khẩu hiệu của công ty này là Đôi cánh của Campuchia.

## Lịch sử
Đến cuối tháng 8 năm 2019, Cambodia Airways phục vụ tám đường bay từ trung tâm của hãng ở Phnôm Pênh đến Siem Reap và Sihanoukville cho các chuyến bay nội địa và các chuyến bay quốc tế là đến Ma Cao, Đài Bắc và Đài Trung (cả hai đều ở Đài Loan dành cho chuyến bay thuê), Bangkok (Sân bay Suvarnabhumi), và Phúc Châu (Cộng hòa Nhân dân Trung Hoa).

## Điểm đến
Cambodia Airways phục vụ các điểm đến sau:
| Quốc gia/Lãnh thổ | Thành phố/Khu vực | Sân bay                              | Ghi chú      | Tham khảo           |
| ----------------- | ----------------- | ------------------------------------ | ------------ | ------------------- |
| Campuchia         | Phnôm Pênh        | Sân bay Quốc tế Phnôm Pênh           | Trung chuyển |                     |
| Campuchia         | Siem Reap         | Sân bay Quốc tế Siem Reap            |              |                     |
| Trung Quốc        | Thành Đô          | Sân bay Quốc tế Song Lưu Thành Đô    |              |                     |
| Trung Quốc        | Phúc Châu         | Sân bay Quốc tế Trường Lạc Phúc Châu |              | [ 7 ]               |
| Trung Quốc        | Ôn Châu           | Sân bay Quốc tế Vĩnh Cường Ôn Châu   |              | [ 8 ]               |
| Hồng Kông         | Hồng Kông         | Sân bay Quốc tế Hồng Kông            |              |                     |
| Ma Cao            | Ma Cao            | Sân bay Quốc tế Ma Cao               |              |                     |
| Đài Loan          | Đài Bắc           | Sân bay Quốc tế Đào Viên             | Bay thuê     | [ 9 ] [ 10 ] [ 11 ] |
| Đài Loan          | Đài Trung         | Sân bay Quốc tế Đài Trung            | Bay thuê     |                     |
| Thái Lan          | Bangkok           | Sân bay Suvarnabhumi                 |              | [ 12 ]              |

## Đội bay

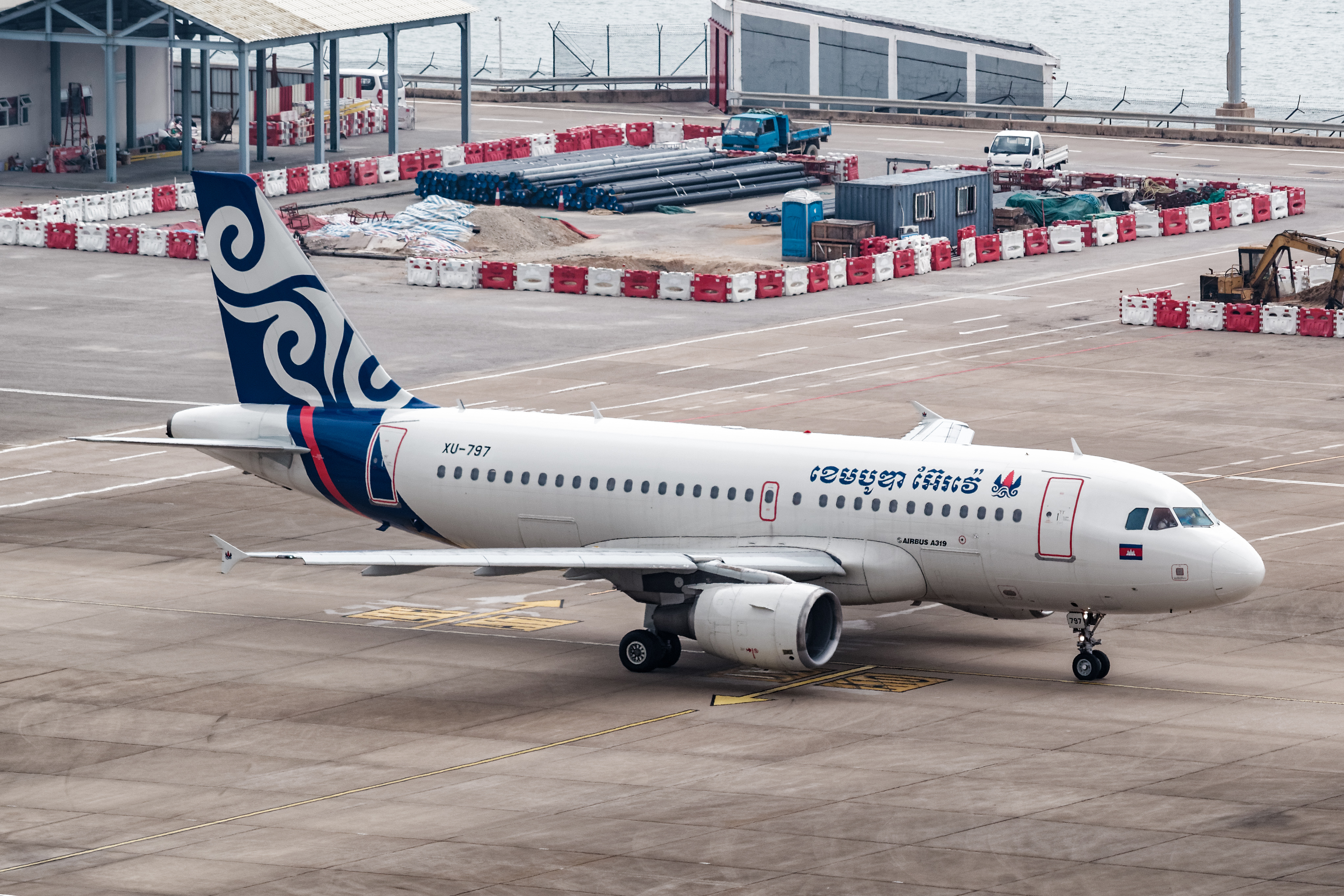
Một chiếc Airbus A319-100 của Cambodia Airways tại Sân bay Quốc tế Ma Cao năm 2018.

Tính đến tháng 9 năm 2020, đội bay của hãng Cambodia Airways bao gồm các máy bay sau:
| Máy bay         | Khởi hành | Tần xuất | Hành khách | Ghi chú                 |
| --------------- | --------- | -------- | ---------- | ----------------------- |
| Airbus A319-100 | 3         | —        | 150        |                         |
| Airbus A320-200 | 3         | —        | 180        | Thuê lại từ hãng Aero K |
| Total           | 6         |          |            |                         |